# 硝子のハンマー
『硝子のハンマー』（がらすのハンマー）は、角川書店から刊行された貴志祐介の長編小説。

## 概要
『防犯探偵・榎本シリーズ』第1作。幾重にも張り巡らされたセキュリティを掻い潜り、オフィスビル内の最上階で介護サービス会社社長が撲殺された事件の謎を追う。物語は2部構成となっており、前半の第一部は榎本と純子があらゆる可能性を模索しながらトリックに辿り着くまでを描き、後半の第二部は事件の真犯人が犯行を実行するに至った背景と実行模様が描かれた倒叙形式となっている。2005年に第58回日本推理作家協会賞受賞。
2004年4月に刊行、2007年10月に文庫化され、その文庫版には法月綸太郎の著者へのインタビューが収録されている。 
メイントリックは著者が20年前に温めていたものであり、折しも自身が住むマンションのセキュリティがお粗末だったため専門家に話を聞いていたことが結びつき、別解を次々と潰していくキャラとして探偵役の榎本というキャラクターが生まれた。また、その専門家から聞いた話も活かされている。本作で介護サービスが描かれたのはその事業に参戦していた著者の友人から介護事業について聞いたことをきっかけとし、介護ロボットについては取材を拒否されたが、資料からこのぐらいのことは出来るだろうと想像して描いたという。

## ストーリー
12階建てのオフィスビル「六本木センタービル（通称:ロクセンビル）」に構える最上階から3フロアを占める介護サービス会社『ベイリーフ』では、役員らが日曜日にもかかわらずに株式上場を控えたことに絡んで休日出勤していた。そんな中、社長の頴原が殺害される事件が発生。現場は最上階の社長室、ビルのエレベーターからは暗証番号がないと最上階にはいけず、その最上階には廊下に監視カメラと鉄壁のセキュリティが備えられ、フロアにも秘書達がいたという密室状態だった。そして、唯一その網を逃れられる続き扉の向こうの専務室で仮眠をとっていた専務・久永が逮捕された。久永の弁護人となった「レスキュー法律事務所」の弁護士・青砥純子は彼の無実を証明するため、防犯コンサルタントの榎本径に密室の解明を依頼する。久永の弁護団が誰しも彼の無実を信じずに刑を軽くする弁護方針を掲げる中、榎本と純子は様々な可能性をしらみつぶしに検証する。

## 登場人物

### メイン
榎本 径
防犯ショップ「F＆Fセキュリティ・ショップ」店長兼防犯コンサルタント。しかし、その口ぶりから本職は泥棒ではないかと純子に疑われている。
青砥 純子
「レスキュー法律事務所」の美人弁護士。

### ベイリーフ
頴原 昭造
社長。80近い年齢で、何より大きな耳が特徴。美食家を自任しコーヒーにもうるさいが、味の違いは分からない模様。昨年に脳動脈瘤のため手術を受けている。
頴原 雅樹
副社長。社長の昭造の娘婿にあたる。仕事は出来るが、効率を重視し無能な人間を辞めさせることも厭わない冷血漢の一面がある。
久永 篤二
専務。温厚で人の良さそうな風貌で、社長に忠節を尽くす反面、雅樹とはそりが合わない。
河村 忍
専務秘書。介護ビジネスへの憧れからキャビンアテンダントから転身したが、各要職に秘書がいらないという声や、雅樹に風向きが変わっていることで、仕事に限界を感じている。
松本 さやか
副社長秘書。可憐な容姿とは裏腹に肝が据わった性格。役者を目指して小さい劇団で舞台の仕事をしているが、会社では副業が禁止されているためその事を内緒にしている。
伊藤 寛美
社長秘書。仕事を淡々と順調にこなす。
小倉
総務課長。社長に随行してエレベーターの階数ボタンと暗証番号を押し、扉を抑える行為を毎日しているため、秘書らに「エレベーターボーイ」と揶揄されている。
安養寺
介護システム開発課長。株式上場にあたり、介護ザルの研究を担当しており、そのフサオマキザルの房男と麻紀に一入の愛着を抱いている。
岩切
介護ロボット「ルピナスV」開発担当者で課長職。株式上場にあたってルピナスVの研究を担当しており、その性能に強い誇りを持っている。
沢田 正憲
53歳、千代田警備保障に勤める「六本木センタービル」の警備員。競馬好きで、かつては会社や家族の金を費やすほど依存していたが、克服してからも競馬中継鑑賞は止められず、入口や監視カメラのチェックがざるになったりする。
石井 亮
沢田の後輩の警備員。品川工業大学の学生で機械に詳しく、パチンコに夢中になっている。細目の大柄な体型で愛想が無い。
藤掛
ベイリーフの顧問弁護士。純子、今村と共に弁護団を結成して久永の弁護を担当する。彼が無実である可能性を最初から信用せず、会社の体面のためレム睡眠行動障害によって犯行に及んだという弁護方針で進めようとする。

### 榎本・純子の関係者
今村
「レスキュー法律法律事務所」弁護士。
鴻野
警視庁刑事。榎本と繋がりがあり、彼に事件の情報を提供している。通称「ハゲコウ」。

### その他
椎名 章
21歳。高校時代に資産家の父親である光晃が投資に失敗し、借金苦から両親共々夜逃げしたことで闇金業者に追われる身となった過去がある。彼らから逃れるために、引きこもりの戸籍を使って佐藤学として生活している。2年程「安西工務店」に勤めてガラスや窓に関する知識や技術を身に着け、現在は「渋谷メンテナンス」でビルの窓拭きをしている。
小池 健吾
闇金業者「共生ファイナンス」のヤクザ。ダブルスーツに身を包んだ堅太りの体型が特徴。光晃に近づいて借金の保証契約を結び、彼の逃走後は章に借金返済を執拗に迫る。
青木 哲夫
「共生ファイナンス」のヤクザで小池の相棒。ものすごく日焼けした顔で、感情を読み取れない細い目から、黒い埴輪を連想させる外見の持ち主。
鈴木 英夫
章の悪友。章が小池から逃れた際に一時的に家に泊めてくれ、彼に護身用のナイフを渡した。章が佐藤学として年月を過ごす間に三浪中。
三島 沙織
章の高校の後輩。互いに惹かれあっていたが、章は自身の境遇により身を引かざるを得なかった。
藪 達也
21歳。「渋谷メンテナンス」での章の後輩のフリーター。高校時代は体育会系だったことから、同い年でありながら2歳年上ということになっている章を先輩として扱っている。

## 関連用語
ルピナスV
ベイリーフが開発主導した介護支援ロボット。身体障害者の移動、入浴介助等を目的として作られ、重さ300kgまで対応可能。上部は旋回可能で、下部は六角形の底部に6個のボールが車輪代わりとなって動き、フォークリフトのように付けられたアームはしなやかな素材で作られている。アームの先のガイドには人間の指と同じ感覚のセンサーが内蔵されているためアームを差し込む位置を理解出来る他、被介護者を持ち上げる際に重心の位置を1秒間に20回測定し、決められた範囲に修正する。また取り付けられた多数の赤外線及び超音波センサーによって、壁に接触したり被介護者を落としたりといった事故は起こさない。現段階ではプロトタイプであるため、市販の10チャンネルのプロポで操作する。